# مزش کن
«مزش کن» (به انگلیسی: Sip It) ترانه‌ای از رپر استرالیایی ایگی آزیلیا به‌همراهٔ تایگا می‌باشد که در ۲ آوریل سال ۲۰۲۱ از سوی بد دریمز رکوردز و امپایر دیستربشن به‌همراهٔ موزیک ویدئو منتشر گردید. در اصل این ترانه قرار بود به‌عنوان تک‌آهنگ اصلی سومین آلبوم استودیویی آزیلیا تحت عنوان پایان یک دوره منتشر شود اما «برزیل» جایش را گرفت. «مزش» در نسخهٔ دلوکس پایان یک دوره قرار دارد و از یکی از ترانه‌های آزیلیا تحت عنوان «فرج» نمونه‌برداری شده است. «مزش کن» بعد از «کریم» (۲۰۱۸) دومین همکاری آزیلیا با تایگا محسوب می‌شود.